# Сан-Эдуардо
Сан-Эдуардо (исп. San Eduardo) — небольшой город и муниципалитет в центральной части Колумбии, на территории департамента Бояка. Входит в состав провинции Ленгупа.

## История
Поселение, из которого позднее вырос город, было основано в 1914 году. Муниципалитет Сан-Эдуардо был выделен в отдельную административную единицу в 1965 году.

## Географическое положение

Муниципалитет Сан-Эдуардо

Город расположен в юго-восточной части департамента, в гористой местности Восточной Кордильеры, к востоку от реки Ленгупа (бассейн реки Мета), на расстоянии приблизительно 44 километров к юго-востоку от города Тунха, административного центра департамента. Абсолютная высота — 1661 метр над уровнем моря.
Муниципалитет Сан-Эдуардо граничит на севере с территорией муниципалитета Сетакира, на западе — с муниципалитетом Бербео, на юге и юго-востоке — с муниципалитетом Паэс, на востоке и северо-востоке — с муниципалитетом Акитания. Площадь муниципалитета составляет 110 км².

## Население
По данным Национального административного департамента статистики Колумбии, совокупная численность населения города и муниципалитета в 2015 году составляла 1862 человека.
Динамика численности населения муниципалитета по годам:
| 2005 | 2006 | 2007 | 2008 | 2009 | 2010 | 2011 | 2012 | 2013 | 2014 | 2015 |
| ---- | ---- | ---- | ---- | ---- | ---- | ---- | ---- | ---- | ---- | ---- |
| 1924 | 1921 | 1915 | 1916 | 1914 | 1906 | 1902 | 1893 | 1883 | 1870 | 1862 |

Согласно данным переписи 2005 года мужчины составляли 50,9 % от населения Сан-Эдуардо, женщины — соответственно 49,1 %. В расовом отношении негры, мулаты и райсальцы составляли 74,4 % от населения города; белые и метисы — 25,4 %; индейцы — 0,2 %.
Уровень грамотности среди всего населения составлял 86,3 %.

## Экономика
Основу экономики Сан-Эдуардо составляет сельское хозяйство.

37,9 % от общего числа городских и муниципальных предприятий составляют промышленные предприятия, 33,3 % — предприятия торговой сферы, 27,3 % — предприятия сферы обслуживания, 1,5 % — предприятия иных отраслей экономики.